# Charles Casali
Charles Casali (27 april 1923 - 8 januari 2014) was een Zwitsers voetballer die speelde als middenvelder.

## Carrière
Casali speelde van 1948 tot 1950 voor FC St. Gallen en verhuisde in 1950 naar Young Boys Bern. Hij speelde er tot in 1955 en won in 1953 de beker met hen. Hij sloot zijn carrière in 1957 af bij Servette Genève.
Hij speelde negentien interlands voor Zwitserland waarin hij een keer kon scoren. Hij nam met de Zwitserse ploeg deel aan het WK voetbal 1954 in eigen land.

## Erelijst
- Young Boys Bern
  - Zwitserse voetbalbeker: 1953